# Gérard Fenouil
Gérard Fenouil, född 23 juni 1945 i Paris, död 8 oktober 2023, var en fransk friidrottare inom kortdistanslöpning.
Fenouil blev olympisk bronsmedaljör på 4 x 100 meter vid sommarspelen 1968 i Mexico City.